# Darfur Północny
Darfur Północny (arab. شمال دارفور = Szamal Darfur) – prowincja w zachodniej części Sudanu.
W jej skład wchodzi 5 dystryktów:
1. Millit
2. Kutum
3. Kabkabija
4. Al-Faszir
5. Umm Kadada